# Экваториальная Африка

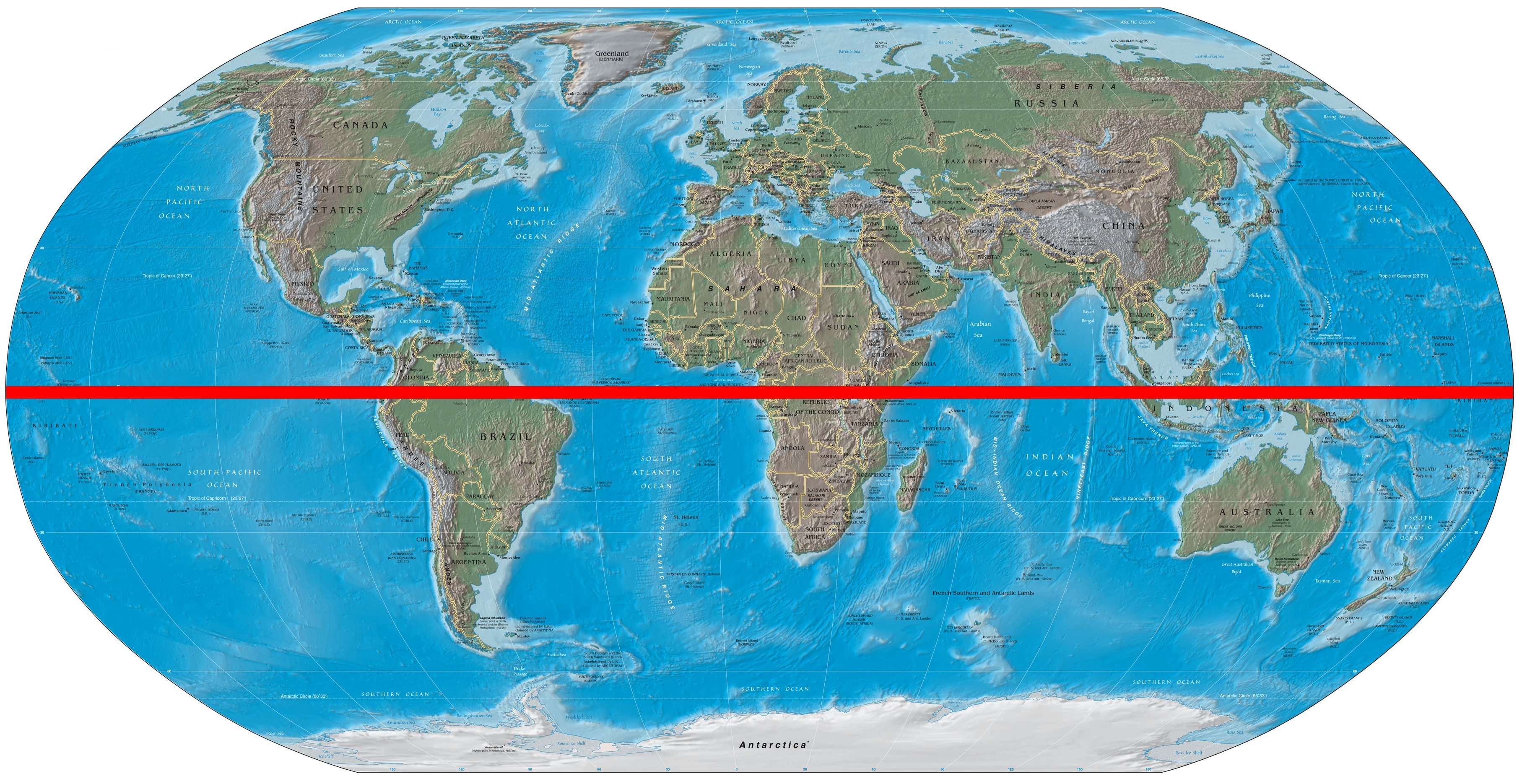
Карта мира, показывающая расположение экватора

Экваториальная Африка является неоднозначным термином, который иногда используется для обозначения тропической Африки или региона Африки к югу от Сахары, пересекаемого экватором . 
Французская Экваториальная Африка (Afrique Équatoriale Française, AEF) была федерацией четырёх французских колониальных владений (Габон, Среднее Конго (ныне Республика Конго), Убанги-Шари (ныне Центральноафриканская Республика) и Чад), с 1910 по 1959 год. 
Африканские страны, через которые проходит экватор:
- Сан-Томе и Принсипи
- Габон
- Республика Конго
- Демократическая Республика Конго
- Уганда
- Кения
- Сомали